# Aaliyah Hadid
Aaliyah Hadid (* 19. Oktober 1995 in Sanford, North Carolina) ist eine US-amerikanische Pornodarstellerin.

## Leben
Aaliyah Hadid wuchs in einem schwierigen Zuhause auf. Laut ihrer Beschreibung war die Mutter drogenabhängig und ihr Vater größtenteils abwesend. Sie zog mit ihrer Familie rund 20 Mal um. Sie besuchte die University of North Carolina in Greensboro, wo sie Spanisch, Politikwissenschaft und Kommunikationswissenschaft studierte.
Während ihrer Studienzeit behgann Aaliyah als Tänzerin und Escort zu arbeiten und inserierte als Prostituierte in Kleinanzeigen. Sie ging diesen Tätigkeiten in mehreren Städten nach. In Fort Myers wurde sie von einem Agenten von Hussie Models kontaktiert. Sie zog daraufhin nach Coral Springs, wo das Unternehmen seinen Sitz hatte. Kurze Zeit später trat sie der OC Modeling Agency bei. Aaliyah gab 2017 mit 21 Jahren ihr Debüt in der Erotikfilmindustrie. Seitdem hat sie für Unternehmen wie Dogfart Network, Bangbros, Reality Kings, Mofos, Evil Angel und Naughty America und Digital Playground gearbeitet. Aufgrund ihres Aussehens wird sie oft für Filme der Genres Black oder Latina gecastet.

## Auszeichnungen
- 2019: Urban X Awards – Winner: Orgasmic Oralist (tie)
- 2017: Urban X Awards – Winner: Orgasmic Oralist

## Filmografie (Auswahl)
- 2017: The Big Black Cock Hunters
- 2017: Young Black Starlets
- 2017: Black Anal All-Stars
- 2017: Wet Curves 2
- 2017: Interracial Family Affairs 5
- 2018: Step Father Daughter Perversions 4
- 2018: Black Rain 2
- 2018: My Baby Got Back - Whitewashed 2
- 2018: We Fuck Black Girls 10
- 2018: Desperate Black Wives: I Love White Meat 2
- 2018: Black Babysitters 4
- 2018: Interracial Girlfriends 3
- 2018: Public Bang 10
- 2018: White Out 7
- 2018: Neighborhood Family Affair
- 2018: MyFace 4
- 2018: Anal Maniac
- 2018: Teen Bush 4
- 2018: Spring Break Fuck Parties 11
- 2018: I Kissed A Girl And I Liked It 8
- 2018: Step Brother Sister Perversions 3
- 2018: My New White Stepdaddy 20
- 2018: True Black Romance
- 2018: Spicy Latin Girlfriends 3
- 2018: Zebra Girls 6
- 2018: My Husband Brought Home His Mistress 11
- 2018: Share My Boyfriend 10
- 2019: Family Cums First: POV Blowjobs
- 2019: Sexy Hotwife Stories 2
- 2019: Virtually Taboo
- 2019: Ebony Sex Addicts 6
- 2019: Stuffing My Horny Girlfriend 5
- 2019: Amateur Ebony Beauties 9
- 2019: Vacation In Purgatory
- 2019: In the Room: Watching My Stepsister
- 2020–2021: Moms In Control 15, 16
- 2020: Black Honey 3
- 2020: Sneaky Sex 18
- 2020: Scam Angels 10
- 2020: Devious Step Sisters 4
- 2021: Tonight’s Girlfriend 98
- 2021: Round and Brown 50, 52
- 2021: Look At Her Now 5
- Latina Fire!
- Brown Bunnies 23, 25, 27, 29
- My Dirty Maid 7
- Bang POV 12
- Bang Bus 65
- Monster Curves 36
- Exotic & Curvy 6, 9
- Vacation in Purgatory
- Amateur Ebony Beauties 9
- Swallowed.com Vol. 9, 14, 16, 29
- Anal Players 6